# Кол-Гілл (Арканзас)
Кол-Гілл (англ. Coal Hill) — місто (англ. city) в США, в окрузі Джонсон штату Арканзас. Населення — 820 осіб (2020).

## Географія
Кол-Гілл розташований на висоті 144 метра над рівнем моря за координатами 35°26′13″ пн. ш. 93°39′59″ зх. д. / 35.43694° пн. ш. 93.66639° зх. д. (35.436924, -93.666441). За даними Бюро перепису населення США в 2010 році місто мало площу 7,05 км², з яких 6,99 км² — суходіл та 0,05 км² — водойми.

## Демографія
Згідно з переписом 2010 року, у місті мешкало 1012 осіб у 420 домогосподарствах у складі 282 родин. Густота населення становила 144 особи/км². Було 480 помешкань (68/км²).
Расовий склад населення:
| - 92,8 % — білих - 1,4 % — корінних американців - 1,0 % — чорних або афроамериканців - 0,1 % — азіатів - 1,8 % — осіб інших рас |

До двох чи більше рас належало 3,0 %. Іспаномовні складали 4,3 % від усіх жителів.
За віковим діапазоном населення розподілялося таким чином: 23,9 % — особи молодші 18 років, 60,2 % — особи у віці 18—64 років, 15,9 % — особи у віці 65 років та старші. Медіана віку мешканця становила 40,4 року. На 100 осіб жіночої статі у місті припадало 92,4 чоловіків; на 100 жінок у віці від 18 років та старших — 87,8 чоловіків також старших 18 років.
Середній дохід на одне домашнє господарство становив 42 972 долари США (медіана — 33 438), а середній дохід на одну сім'ю — 49 263 долари (медіана — 43 125). Медіана доходів становила 38 750 доларів для чоловіків та 25 438 доларів для жінок. За межею бідності перебувало 28,3 % осіб, у тому числі 46,7 % дітей у віці до 18 років та 14,0 % осіб у віці 65 років та старших.
Цивільне працевлаштоване населення становило 357 осіб. Основні галузі зайнятості: виробництво — 27,2 %, мистецтво, розваги та відпочинок — 19,0 %, освіта, охорона здоров'я та соціальна допомога — 18,2 %.
За даними перепису населення 2000 року в Кол-Гілліпроживала 1001 особа, 274 родини, налічувалося 411 домашніх господарств і 474 житлових будинки. Середня густота населення становила близько 143 осіб на один квадратний кілометр. Расовий склад Кол-Гіллі за даними перепису розподілився таким чином: 95,50 % білих, 0,40 % — корінних американців, 2,20 % — представників змішаних рас, 1,90 % — інших народів. Іспаномовні склали 2,70 % від усіх жителів міста.
З 411 домашніх господарств в 29,4 % — виховували дітей віком до 18 років, 49,6 % представляли собою подружні пари, які спільно проживали, в 12,7 % сімей жінки проживали без чоловіків, 33,3 % не мали сімей. 29,9 % від загального числа сімей на момент перепису жили самостійно, при цьому 14,6 % склали самотні літні люди у віці 65 років та старше. середній розмір домашнього господарства склав 2,44 особи, а середній розмір родини — 2,99 особи.
Населення міста за віковим діапазоном за даними перепису 2000 року розподілилося таким чином: 24,6 % — жителі молодше 18 років, 9,7 % — між 18 і 24 роками, 28,0 % — від 25 до 44 років, 21,6 % — від 45 до 64 років і 16,2 % — у віці 65 років та старше. Середній вік мешканця склав 36 років. На кожні 100 жінок в Кол-Гіллі припадало 95,5 чоловіків, у віці від 18 років та старше — 92,1 чоловіків також старше 18 років.
Середній дохід на одне домашнє господарство в місті склав 23 490 доларів США, а середній дохід на одну сім'ю — 34 250 доларів. При цьому чоловіки мали середній дохід в 23 077 доларів США на рік проти 16 544 долара середньорічного доходу у жінок. Дохід на душу населення в місті склав 13 540 доларів на рік. 16,6 % від усього числа сімей в населеному пункті і 21,1 % від усієї чисельності населення перебувало на момент перепису населення за межею бідності, при цьому 23,5 % з них були молодші 18 років і 22,9 % — у віці 65 років та старше.